# Réseau Morhange
Pour les articles homonymes, voir Morhange.
Le réseau Morhange est un réseau de résistance toulousain créé en 1943 par Marcel Taillandier à Toulouse. Il effectuait des actions directes et de contre-espionnage contre l'envahisseur allemand et les collaborateurs du gouvernement de Vichy.

## Histoire

### Le groupe Morhange
Le groupe Morhange était constitué de 82 agents officiels engagés dans la lutte contre l'ennemi. Morhange était une organisation de contre-espionnage combattant le contre-espionnage de l'Abwehr et de la Gestapo.
En 1940, le commandant Paillole est l'un des responsables des services de contre-espionnage de l'armée d'armistice du régime de Vichy. À ce poste, il continue à travailler avec les Britanniques, contre les services de renseignements allemands (Abwehr), dont l'action principale est de traquer les résistants français. En novembre 1942, lorsque les Allemands envahissent la zone libre, Paillole parvient à s'évader par l'Espagne, rejoint Londres, où il est reçu par les responsables de l'Intelligence Service puis Alger en janvier 1943. 
Les ordres de Paillole parviennent à Marcel Taillandier depuis Alger mais il sera le meneur incontesté de la résistance toulousaine et du réseau Morhange.

### Les actions du groupe Morhange
Chacune des actions directes faisait l'objet d'une étude approfondie par le groupe Morhange. Aucune personne n'a été exécutée sans vérification préalable. Aucun des membres du réseau Morhange qui a été capturé et torturé par la Gestapo n'a parlé. Telle était l'éthique du groupe Morhange.
Marcel Taillandier (1911-1944) dit Morhange ou Ricardo est l'initiateur de ce groupe de contre-espionnage. Il était basé dans le château de Brax, aidé par la population du village. Leurs actions visaient principalement la Gestapo. Il était à la fois le créateur, le cerveau et l'âme de ce réseau dont il choisit le nom d'après l'un des personnages principaux du roman L'Atlantide. Marié et père de deux enfants, il est mort en 1944 à Saint Martin du Touch, fusillé sur le champ par la Gestapo, dénoncé par une villageoise. Homme fort, il dirigea la résistance toulousaine d'une main d'acier. Il était en relation avec les autres réseaux de résistance, telle l'Armée secrète. En août et septembre 1943, Morhange mène et dirige son action contre les agents de renseignements français. Six d'entre eux sont enlevés et, parmi eux, l'ex-capitaine Paris dont la prise permet de mettre la main sur l'ensemble du fichier du Parti Populaire Français (PPF) et de prévenir une attaque contre le maquis de la forêt de Grésigne  alors en formation.
Lucien Guizol collectait secrètement des informations sur les activités de la Gestapo. Pendant que les nazis dinaient chez lui et écoutaient son épouse - virtuose - jouer du piano, il récoltait toutes les informations trouvées dans les sacoches des officiers.
Pierre Rous (né le 2 mars 1910 à Toulouse), pupille de la Nation, était le bras armé du groupe, même s'il a toujours regretté d'avoir été obligé d'employer la force. Il était le numéro trois du réseau, et un bel homme. Il a participé à de multiples interventions armées, notamment celle qui a mal tourné, à Deyme, visant l'un des grands chefs de la Gestapo. « Jamais son pouls n'a dépassé 70 dans les pires circonstances » a dit de lui son ami le docteur Roger Mazelier à Marcel Taillandier. Pierre Rous alias X-3, alias Jean-Pierre rencontre Marcel Taillandier en 1943 par l'intermédiaire de Achille Viadieu dont il connait la véritable identité par ses amis Léo Hamard, Jacques Combatalade et Marcel Mercier.
Élise et Roger Mazelier ont caché chez eux à Toulouse des commandos parachutés dans la région, anglais, américains, français, des juifs, ainsi que d'autres personnes recherchées par la Gestapo, tel le résistant et intellectuel italien Silvio Trentin. Citons quelques membres du réseau :  
- Roger Mazelier (1913-1997), un érudit, était l'un des agents permanents du réseau. Il était le médecin du réseau Morhange et d'autres réseaux toulousains tel le réseau Françoise de Marie-Louise Dissard. Il avait une vision œcuménique de la résistance.
- Élise Mazelier (1908-1989) — Élise Lazes, épouse Mazelier —, son épouse, femme de caractère et courageuse, ravitaillait les maquis à vélo. Elle allait chercher les aviateurs, les commandos parachutés par les alliés dans la région et leur faisait traverser les barrages allemands avec culot. Elle dirigeait un atelier de couture à Toulouse. Elle habillait les personnes qu'elle et son époux cachaient, parfois même avec les toiles de parachutes des commandos britanniques qu'elle cachait.

Le couple appartenait également au réseau Françoise. Tous deux travaillaient pour le réseau Morhange en étroite relation avec leurs amis et membres du réseau Lucien Guizol, Pierre Rous, Janine Hercule.
- Louis Pélissier (1901-1944), était chef du groupe franc du réseau Morhange à partir de juin 1943. Capitaine courageux, il participe à l'attaque réussie d'un convoi de la Gestapo sur la route de Toulouse à Carcassonne. Il fut capturé et fusillé par les Allemands le 8 juin 1944 à Saint-Céré.

- Les époux Bordes cachaient armes, documents, voitures pour le réseau, et le ravitaillaient.

- Léo Hamard (1919-1944). Léon, Louis, Lucien Hamard est né le 28 novembre 1919 à Bar-le-Duc. En 1940, il quitte sa Lorraine natale. En 1941, il est affecté comme jeune inspecteur de police à la 8° Brigade Mobile, rue du Rempart à Saint-Étienne. Garçon intelligent, plein de fougue, un avenir brillant s’offrait à lui. Fin 1942, Léo entre dans les rangs de la Résistance et dès la création du Groupe Morhange il est l’un des premiers à joindre cette formation. Il est capturé le 11 juillet 1944 à Saint-Martin-du-Touch. Marcel Taillandier est abattu sur place tandis que lui est amené au siège de la Gestapo toulousaine, torturé pendant une semaine et enterré vivant. Il ne livrera aucun secret. Une rue porte son nom à Toulouse.

- Achille Viadieu, dit Ginou (1911-1944) : né à Castelnau-Durban en 1911; adjoint de Morhange sous le nom de X-2. Comptable à la gare de Matabiau (gare de Toulouse), c'est sur l'ordre de Marcel Taillandier qu'il prend la direction ariégeoise du RNP (Rassemblement national populaire), puis devient chef régional de ce mouvement fasciste et ultra-collaborationniste d’où il obtient des renseignements des Allemands. Il fait éliminer le chef régional à Brax pour en prendre la succession et mieux contrôler les actions du RNP, toujours sur ordre de Morhange. Il est tué à Toulouse, le 2 juin 44, dans une opération qui a mal tourné. Une rue, à Toulouse, porte son nom.

- François Verdier (1900-1944). Il ne faisait pas partie du réseau Morhange mais en était l'ami. À l’image de Jean Moulin au niveau national, François Verdier est celui qui en 1943 parvient à unifier les multiples groupes de résistance de la région. Dénoncé, arrêté, torturé par la police allemande, il meurt lâchement assassiné en forêt de Bouconne, sans avoir livré un seul de ses secrets. Des allées portent son nom à Toulouse. Une station de la ligne B du métro de Toulouse, inaugurée le 30 juin 2007, porte son nom.

- André Parent. Il avait la réputation de ne jamais rater sa cible. Ancien douanier, il devint un remarquable passeur. À la fin de la guerre, à la tête de plus d'un millier de guérilleros espagnols, il reçut l'ordre de Morhange de verrouiller la frontière depuis le Perthus jusqu'à l'Andorre afin d'empêcher tous les agents de la Gestapo et de la Milice en fuite de se réfugier en Espagne.

- André Fontes a servi tout d'abord dans les rangs de l'armée secrète (AS) sous le pseudonyme de Blanc dès le début de l'année 1942. C'est ainsi qu'il est appelé à faire la connaissance du capitaine Pélissier. Il rencontre Marcel Taillandier en juillet 1943. « Il n'y avait pas à Toulouse que des patriotes. Les traîtres et les dénonciateurs y étaient nombreux, sans parler d'agents de l'ennemi installés depuis longtemps dans la région pour de faux prétextes... » Morhange va lui confier le commandement d'un groupe franc au sein du réseau. Il a participé à "L'affaire du courrier de Nice".

- Pierre Loutrel dit « Pierrot Le Fou » a fait momentanément partie du réseau Morhange pour exécuter la « sale besogne » quelques mois avant la fin de la guerre.

### Liens avec les autres réseaux de résistance
Des liens se nouent avec les autres réseaux de résistance :
- le réseau Françoise ou réseau Pat O'Leary qui cachait et faisait transiter les alliés à travers toute la France jusqu'en Espagne, en passant par les Pyrénées.
- le mouvement de résistance socialiste Libérer et Fédérer créé par l'antifasciste italien Silvio Trentin.
- le groupe VIRA
- Franc-Tireur, réseau de résistance essentiellement maçonnique
- Libération-Sud
- le mouvement Combat
- l'Armée secrète (regroupant en 1942 Combat, Libération-Sud, Franc-Tireur)

## Organisation du réseau
Quatre réseaux relevaient tous directement du commandant Paul Paillole et faisaient partie de la direction S.R./S.M. du colonel Louis Rivet, c’est-à-dire, les anciens services spéciaux militaires d’avant 1939 :
- Le Groupe Morhange de Marcel Taillandier
- Le T.R./Anciens du commandant Roger Lafont
- Le T.R./Jeunes du capitaine Paul Vellaud
- Le S.M./Précurseurs du commandant Henri Navarre

Si Marcel Taillandier avait le grade d'adjudant-chef radio servant dans le cadre des services spéciaux de la défense nationale, il s'est comporté comme un « grand chef » durant ces années noires, « d'une résolution indomptable... » dira de lui Pierre Rous. Taillandier, dit « Morhange », agissait selon les consignes que Paillole lui donnait depuis Alger. Mais l'urgence des décisions à prendre l'obligea rapidement à prendre lui-même les mesures qui s'imposaient et à rendre compte à Alger après accomplissement des opérations.
Marcel Taillandier, basé à Brax recevait les directives de son supérieur Paul Paillole basé à Alger. Depuis Brax, il menait les actions qu'on lui ordonnait, en s'appuyant sur ses agents. Chaque agent avait un rôle bien précis. Informations, personnes et matériel pouvaient exceptionnellement transiter de la France ou l'Espagne (Barcelone) à Alger via le "tube", un sous-marin.
Le château de Brax, belle et vaste demeure située proche de la forêt de Bouconne, était le PC du groupe Morhange. Nombreux sont ceux qui ont été amenés dans ce château mais seuls en revenaient ceux qui appartenaient au groupe Morhange.
Certains membres du réseau Morhange utilisaient des tractions avant comme véhicules pour mener leurs actions dans Toulouse et toute la région. Ces voitures-là étaient à ce moment-là utilisées uniquement par la police de Vichy, la Milice et la Gestapo, ce qui permettait aux agents de Morhange de se faire passer aux yeux de leurs adversaires comme étant des leurs, et aux yeux des autres pour des « collaborateurs ». Mais tel était le prix à payer pour avoir une couverture parfaite. Le seul autre groupe franc qui existait à Toulouse se nommait le groupe Vira et connaissait très bien le réseau Morhange et leur place dans la résistance. Vira était un groupe d'action spécialisé dans le sabotage. Raymond Viadieu, cousin d'Achille Viadieu, en était le chef (VIRA = Viadieu Raymond) .
À la fin de l'occupation, le groupe Morhange s'est scindé en trois parties :
- la première avait installé un petit maquis dans la forêt de Quérigut
- la deuxième restait à proximité immédiate de Toulouse
- la troisième demeurait dans la ville de Toulouse elle-même

## Membres

### Agent permanents d’action directe X
- X-1 : Marcel Taillandier
- X-2 : Achille Viadieu
- X-3 : Pierre Rous
- X-4 : André Fontes
- X-5 : Jacques Combatalade
- X-6 : Léo Hamard
- X-7 : Paul Favre
- X-8 : Maurice Colette
- X-9 : André Audebaud
- X-10 : Raymond Ruelle
- X-11 : Bronislav Doradzinski
- X-12 : Pierre Labarthe
- X-13 : Maurice Espitalier
- X-14 : Pierre Salettes
- X-15 : Pierre Saint-Laurent
- X-16 : Yvon Valat

### Agent permanents d’action directe non-X
- André Bousquet
- Elise Camboulive
- Odette Cayla
- Henri Descuns
- Lucien Guizol
- Pierre Fournera
- Janine Hercule
- Jean Lehman
- Gabriel Marqueyssat
- Marcel Mercier
- Capitaine Louis Pelissier
- Alice Pelissier
- Yvon Peuziat
- Pierre Robert
- Irène Fontes-Simandirakis
- Aline Viadieu
- Simone Vignes

### Agents permanents de renseignements et d’ordre administratif
- Alexandre Abadie
- Dominique Antolini
- Jean Aribaut
- Bernard Arsaguet
- Robert Barran
- Henri Barrau
- Henri-Gabriel Barrau
- André Béringuier
- Camille Biscons
- Hubert Calvet
- Louis Calvet
- Aspirant Candeau
- Eloi Caralp
- Adjudant Carlier
- Felix Castera
- Leopold Castillon
- Joseph Danezan
- Paul Danezan
- Commandant Delboy
- Colonel Dhomme
- André Dumas
- Roger Favre
- Gardiol
- Francis Gourdin
- Madame Gourdin
- Marcel Joyeux
- Louis Jean Laporte
- Henri Lenfant
- Lieutenant Lenotre
- Gilbert Levy
- Docteur Magnoac
- Commandant Marquette
- Commandant Marseillac
- Jean Marty
- Daniel Mathieu
- Georges Not
- Docteur Roger Mazelier
- Elise Mazelier
- Henri Mesple
- Marie Mesple
- René Pecoul
- René Pointurier
- Jules Rieutord
- Capitaine Sandeau
- Roland Sicard
- Madame Thoulouse
- Monsieur Thoulouse
- Maurice Thuries
- René Vidal
- Henri Wolsfelt
- Henri et William Benessiano